# Ernest Reyer
Louis-Étienne Ernest Rey gebruikte als componist het pseudoniem: Ernest Reyer, (Marseille, 1 december 1823 – Le Lavandou, 15 januari 1909) was een Frans componist en muziekcriticus.

## Levensloop
Reyers vader was niet blij met de wenst van zoon om muziek te studeren. Hij stuurde hem naar een familielid in Algiers, omdat hij van mening was, dat hij aldaar geen muziek kon studeren en in praktijk brengen. Hij bereikte het tegendeel, omdat Ernest de klankwereld van het Oriënt met zijn eigen weinige theoretische kennis gebruikte om zijn eerste compositiepogingen te ondernemen. In Algiers werd zelfs een mis voor een feestdag van hem uitgevoerd. Hij zette door en kwam terug naar Parijs, waar hij bij een tante Louise Farrenc woonde, die zelf componiste en pianolerares aan het conservatorium was. Zijn tante zag erop toe, dat hij met zijn compositiestudies vooruit kwam.
In Parijs kwam hij in contact met Félicien César David, die als eerste exotische elementen in de Franse muziek verwerkte. Hij maakte ook kennis met Gustave Flaubert, de chansonnier Dupont en Théophile Gautier.
Om te kunnen leven schreef hij kritieken en artikelen voor verschillende dagbladen en magazines. Vanaf 1866 was hij bibliothecaris aan de opera van Parijs.
In 1850 schreef hij een symfonisch koorlied Le Selam, dat in het Théâtre Italien in première ging. In 1854 schreef hij de muziek voor een opera in een bedrijf Maître Wolfram op een libretto van Joseph Mery en Théophile Gautier. Deze opera viel Hector Berlioz op. Hierop volgde het ballet Sacountalâ op een libretto van Théophile Gautier. Het werk werd 24 keer in 1860 uitgevoerd. In 1861 volgde zijn opéra comique in 3 aktes La Statue op een libretto van Michel Carré en Jules Barbier naar Duizend-en-één-nacht. Dit werk werd meer dan 60 maal uitgevoerd.
In 1862 werd hij benoemd tot Ridder in het Franse Legioen van Eer. In hetzelfde jaar ging zijn opera Erostrate in Baden-Baden in première. Op 11 november 1876 werd hij lid van de Académie des Beaux-Arts. Zijn hulde aan Richard Wagner is ongetwijfeld zijn opera Sigurd, die in 1884 in de Koninklijke Muntschouwburg te Brussel in première ging. Zijn grootste succes is ongetwijfeld de opera Salammbô, die in 1890 eveneens in Brussel van start ging.

## Composities

### Werken voor orkest
- Marche tzigane

### Werken voor harmonieorkest
- Salammbô, fantasie uit de opera
- Sigurd, selectie van de bekendste melodieën uit de opera

### Muziektheater

#### Opera's
| Voltooid in | titel          | aktes                | première                                              | libretto                               |
| ----------- | -------------- | -------------------- | ----------------------------------------------------- | -------------------------------------- |
| 1854        | Maître Wolfram | 1 akte               | 20 mei 1854, Parijs, Théâtre Lyrique                  | Joseph Méry, Théophile Gautier         |
| 1861        | La Statue      | 3 aktes              | 11 april 1861, Parijs, Théâtre Lyrique                | Michel Carré, Jules Barbier            |
| 1862        | Erostrate      | 2 aktes              | augustus 1862, Baden-Baden                            | Joseph Méry, Emilio Pacini             |
|             | Au port        | 1 bedrijf            | niet uitgevoerd                                       | Jules Ruelle, Gaston Escudieer         |
| 1883        | Sigurd         | 4 aktes, 9 taferelen | 7 januari 1884, Brussel, Koninklijke Muntschouwburg   | Camille du Locle, Alfred Blau          |
| 1890        | Salammbô       | 5 aktes              | 10 februari 1890, Brussel, Koninklijke Muntschouwburg | Camille du Locle naar Gustave Flaubert |

#### Balletten
| Voltooid in | titel      | aktes   | première     | libretto          | choreografie |
| ----------- | ---------- | ------- | ------------ | ----------------- | ------------ |
| 1858        | Sacountalâ | 2 aktes | 1858, Parijs | Théophile Gautier |              |

### Werken voor koren
- 1848 Chœur des buveurs et chœurs des assiégés
- 1850 Le Sélam, voor gemengd koor en orkest
- 1865 L'Hymne du Rhin - tekst: Joseph Méry

### Vocale muziek
- 1861 Chant des paysans (pour Les Volontaires de 1814) - tekst: V. Séjour
- 1874 La Madeleine au désert, uit het ballet Sacountalâ - tekst: Alfred Blau
- 1884 Tristesse - tekst: Ed. Blau
- 1892 L'Homme - tekst: G. Boyer
- Trois sonnets tekst: Camille du Locle

## Publicaties
- Quarante ans de musique, Publiees avec une preface et des notes par Emile Henriot, Paris: Calman-Levy, 1909, 433 p.